# ムスタンスィル2世
ムスタンスィル2世（? - 1262年）はアッバース朝の第38代カリフ（在位：1261年 - 1262年）で、カイロ・アッバース朝の初代カリフである。
バグダード・アッパース朝第37代カリフムスタアスィムの叔父にあたり、モンゴル軍のバグダード征服の後、遊牧民に護衛されてダマスカスに到着した。知らせを受けたモンゴルと戦っていたマムルーク朝第5代スルタンのバイバルスに招かれカイロに身を寄せ、庇護を受け1261年にカリフに即位した。カリフはバイバルスにアッバース家を象徴する黒いガウンを着せかけ、これをまとったバイバルスはカイロ市内を騎行したと伝えられる。カリフの擁立はイスラム諸国から好意的に迎えられた。1262年にバグダード奪還のためバイバルスとダマスカスへ赴き、そこから護衛を伴って出発したがモンゴル軍に襲撃されて殺された。
後継者が居なかったため、ムスタンスィル2世の死後は、傍系であるアッバース朝第30代カリフ、ラーシドの子孫ハーキム1世がカリフ位を継承した。